# Templo de Belém
El templo de Belém es uno de los templos construidos y operados por la la Iglesia de Jesucristo de los Santos de los Últimos Días, el número 174 en operaciones continuas por la iglesia y el noveno templo SUD construido en Brasil, ubicado a orillas de la Avenida Centenario a unos 5 km este del Aeropuerto Internacional de Belém, en la capital del estado brasileño de Pará.
Antes de la construcción del templo en la ciudad de Belém, los miembros de la iglesia SUD asistían al Templo de Recife, a unos 2000 kilómetros (1242,7 mi) por carretera al este.

## Historia
Los primeros fieles brasileños en Belém arribaron en 1975 y fueron miembros de las fuerzas armadas del país destacados en la ciudad y transferidos de la capital de Brasilia. Con autorización de la misión con sede en Río de Janeiro, las familias de los militares se reunieron en una casa en el barrio Nazaré de la ciudad con la asignación de una pareja de misioneros SUD. En 1976 se organizó la primera rama en una casa del barrio Batista Campos de Belém, el presidente de la rama fue un empresario de Utah, veterano de la guerra de Vietnam. El primer viaje en grupo al Templo de São Paulo ocurrió en enero de 1991 y la primera estaca fue organizada en diciembre de 1991.

## Anuncio
La construcción del templo en Belém fue anunciado por el entonces presidente de la iglesia SUD Thomas S. Monson durante la conferencia general de la iglesia el 3 de abril de 2016. El anuncio de la construcción del Templo de Belém coincidió con el 400 aniversario de la fundación de la ciudad de Belém. El templo de Quito, Ecuador, el templo de Harare en el país de Zimbabue y el segundo templo en Perú, el templo de Los Olivos en Lima fueron anunciados ese mismo día. 
El evento relacionado con la ceremonia de la primera palada fue anunciado en una carta a las autoridades locales de Brasil en junio de 2019. La topografìa del terreno en anticipación a la construcción del edificio ocurrió un mes antes. La ceremonia de la primera palada, que incluye una oración dedicatoria del lugar de construcción, tuvo lugar el 17 de agosto de 2019, presidida por Marcos A. Aidukaitis junto a otros líderes locales de la iglesia. Adjunto al comunicado de prensa que anunciaba la ceremonia de la primera palada, la iglesia presentó una versión oficial del diseño del edificio y su ubicación en un terreno cercano al Aeropuerto Internacional Val de Cans. 

## Diseño
El templo es de un solo piso, revestido de granito brasileño, una característica común de los otros templos SUD en Brasil. 
El piso presenta un porcelanato nacional con un borde de piedra travertino, un acento de piedra marrón brasileña, Arezzo y una base de piedra española Crema Marfil. Los patrones de diseño geométrico del suelo lo vinculan con los detalles de la madera. Un artesano local dio forma a las alfombras talladas en los salones celestial y de sellado. Los colores y patrones de las alfombras de entrada siguen el diseño del vidrio artístico.
En toda la carpintería del templo se utiliza una madera nativa de color marrón medio y se utiliza el mismo motivo que se muestra en la piedra exterior.

## Construcción
La construcción del templo de Belém comenzó a fines del 2019 con los cimientos del edificio. En vista de la lluvia tropical frecuente en esa época del año, la contratadora tuvo que cubrir el concreto de las bases recién puestas con un domo inflable de cuero y permitir el secado efectivo del concreto. Las obras del edificio continuaron por unos nueve meses debajo del domo protector contra la intemperie. Para el momento que el domo inflable fue removido en octubre de 2020, el edificio sus paredes externas y su torre central construidas. En febrero de 2021 comenzaron las obras del paisajismo del terreno del templo, de aproximadamente 6 hectáreas (14,8 acre). Para abril de 2021 el cuerpo principal del edificio fue revestido de piedra, quedando solo el trabajo del campanario central. En mayo, el terreno contaba con adoquines de color gris suave dispuestos alrededor del edificio, formando patrones clásicos en forma de espiga en los caminos curvos y senderos que rodean el edificio. La base de hormigón donde se ubica el letrero con el nombre del monumento en la entrada del terreno y la valla ornamental oscura estaban también instalados alrededor del terreno, con una hilera de palmeras reales bordeando la calle. El 25 de mayo de 2021 se colocó la tradicional estatua del ángel Moroni que acompaña la mayoría de los templos de la iglesia. Para septiembre de 2021 se habían removido los andamios que rodeaban el edificio durante su construcción. El interior del templo concluyó en abril de 2022
El templo contiene diseños en su piedra exterior que combinan elementos geométricos de la cerámica indígena Marajoara, con un nenúfar originario de Brasil. De nombre científico Victoria amazonica, el lirio es conocido por su belleza y fue elegido para el templo por expertos paisajistas brasileños.
El lirio también se utiliza en otras partes del templo, especialmente en los diseños artísticos en vidrio. La paleta de colores rosa, amarillo, azul y verde refleja los colores de la selva tropical que rodea el edificio.
Se estima que la construcción del Templo de Belén empleó alrededor de 1.700 trabajadores en todas las etapas de la obra.

## Dedicación
La iglesia anunció la casa abierta del templo en Belém la cual se llevó a efecto del 22 de octubre al 5 de noviembre de 2022. El templo fue dedicado para su actividades eclesiásticas el 20 de noviembre de 2022, el mismo día de la dedicación del templo de Quito, que fue uno de los templos que también fueron anunciados el mismo día que el templo de Belém. La oración dedicatoria fue ofrecida en portugués, en vez de inglés como es costumbre.